# سبات الوذمة المخاطية
سبات الوذمة المخاطية أو غيبوبة الوذمة المخاطية (بالإنجليزية: Myxedema coma)‏ يُعرّف كقصور درق شديد أدى لتدهور الحالة العقلية ونقص صوديوم الدم وأعراض أخرى مرتبطة ببطء وظيفة الأعضاء المتعددة، وتعتبر حالة إسعافية مع نسبة وفيات عالية. يجب البدء بالعلاج اعتماداً على الشك السريري دون انتظار النتائج المخبرية. يرفع الشك السريري وجود ندبة استئصال درق، تاريخ مرضي لعلاج باليود المشع، أو سوابق قصور درق.

## عوامل الخطورة والوبائيات
غالباً ما نجد سبات الوذمة المخاطية عند النساء المسنات. حيث تحدث بسبب قصور درق طويل الأمد أو بسبب حالة شدة عند مريض قصور درق غير مضبوط جيداً، إذ يؤهب لها (الإنتان، احتشاء العضلة القلبية، التعرض للبرد، الجراحة، الأدوية المُسَّكِنِة خاصة الأفيونات)، حماض كيتوني سكري، كذلك قد يحدث سبات الوذمة المخاطية عند مرضى قصور الدرق الثانوي (مركزي السبب)، كما سجلت حالات عند مرضى قصور درق بسبب الليثيوم والأميودارون. كما يلاحظ أن سبات الوذمة المخاطية أشيع في الشتاء، يُفسر ذلك بنقص إنتاج الحرارة مع التقدم بالعمر ونقص تنظيم إنتاج الحرارة في قصور الدرق.

## الأعراض السريرية والعلامات
نجد عند المرضى تدهور في الحالة العقلية، انخفاض درجة الحرارة، انخفاض ضغط الدم، بطء القلب، نقص صوديوم الدم، انخفاض غلوكوز الدم، نقص تهوية، وذمة في اليدين والوجه، ثخانة في الأنف، تورم الشفاه، وضخامة اللسان (بسبب وذمة لا انطباعية ناتجة عن توضع غير طبيعي للألبومين والسكريات المخاطية في الجلد وأنسجة أخرى). يجب دائماً البحث عن محرض سبات الوذمة المخاطية ونفي الإنتان الذي قد يحدث بدون حمى.

### المظاهر العصبية
على الرغم من التسمية (سبات أو غيبوبة الوذمة المخاطية) إلا أن المرضى عادة لا يصلون بمرحلة السبات وإنما بدرجات أقل من تغير الوعي (تخليط أو وسن)، وأحياناً قد نجد عند المريض أعراض ذهانية واضحة يدعى بجنون الوذمة المخاطية (بالإنجليزية: Myxedema madness)‏. في حال عدم علاج المريض فإنه سيصل لمرحلة السبات. قد تحدث اختلاجات موضعة جزئية أو معممة أحياناً نتيجة نقص صوديوم الدم وكذلك سجلت عدة حالات صرعية. بغياب الاختلاجات فإن موجودات تخطيط الدماغ الكهربائي EEG غير نوعية مع بطء ونقص سعة في الموجات ونادراً موجات ثلاثية الطور. عند فحص السائل الدماغي الشوكي CSF لنفي الإنتان عند مرضى مع حمى وتغير حالة عقلية يمكن ملاحظة ارتفاع متوسط في مستوى البروتين ولكن أقل من 100 ملغ/دل.

### نقص صوديوم الدم
يلاحظ نقص صوديوم الدم عند نصف مرضى سبات الوذمة المخاطية، ويمكن أن يكون النقص شديد ويسبب تبدل في الحالة العقلية. لدى معظم المرضى نقص في القدرة على طرح الماء الحر بسبب زيادة الهرمون المضاد للإدرار (أرجينين فازوبريسين) أو ضعف وظيفة الكلية كما أن بعض المرضى قد يكون لديهم قصور كظر مرافق. يعد هذا الاضطراب عكوس عند العلاج بالهرمونات الدرقية.

### انخفاض درجة الحرارة
يشاهد انخفاض درجة الحرارة لدى العديد من المرضى بسبب نقص توليد الحرارة المرتبط بنقص الاستقلاب. قد لا يلاحظ هبوط الحرارة في البداية لأن مقياس الحرارة الإلكتروني لا يسجل انخفاض الحرارة الشديد. لا يكون كل المرضى منخفضي درجة الحرارة وإنما نجد مرضى مع حرارة جسم طبيعية. إن شدة هبوط الحرارة مرتبط مع ارتفاع نسبة الوفيات في قصور الدرق الشديد.

### نقص التهوية
قد يحدث عند المريض نقص تهوية مع حماض تنفسي بسبب التثبيط المركزي مع نقص الاستجابة لهبوط الأكسجين وارتفاع غاز ثنائي أوكسيد الكربون في الدم. تتضمن العوامل الأخرى المساهمة ضعف عضلات التنفس، انسداد ميكانيكي بسبب ضخامة اللسان، وتوقف التنفس أثناء النوم. قد يحتاج بعض المرضى لتهوية آلية. قد يكون تدبير انسداد الطرق الهوائية معقد بسبب ارتشاح المادة المخاطية في البلعوم. قد يحتاج الشفاء من التثبيط التنفسي مدة 3-6 أشهر بعد العلاج.

### هبوط غلوكوز الدم
قد يحدث بسبب قصور الدرق لوحده أو بسبب قصور الكظر مرافق، الآلية هي نقص إنتاج الغلوكوز وقد تشارك المجاعة والإنتان بذلك.

### الاضطرابات القلبية الوعائية
تلعب هرمونات الدرق دوراً في استقرار الضغط الدموي. يحدث لدى مرضى قصور الدرق ارتفاع ضغط انبساطي على الرغم من انخفاض النتاج القلبي ونقص ضغط النبض. يرتبط قصور الدرق الشديد مع بطء قلب، نقص قلوصية قلبية، انخفاض النتاج القلبي أحياناً، انخفاض الضغط الدموي. يعتبر تطور قصور قلب احتقاني نادر بغياب مرض قلبي سابق، يحدث عادة بسبب نقص طلب الأنسجة للأكسجين وانخفاض النتاج القلبي. قد نجد انصباب تامور (خفوت الأصوات القلبية، انخفاض الفولتاج في تخطيط القلب الكهربائي، وكبر المشعر القلبي الصدري على صورة الصدر البسيطة، نادراً ما تتأثر وظيفة البطينات). تعتبر كل الاضطرابات القلبية عكوسة بعلاج قصور الدرق.

## التشخيص
يعتمد على التاريخ المرضي والفحص الفيزيائي واستبعاد الأسباب الأخرى للسبات. عند الشك بسبات الوذمة المخاطية تسحب عينة دم قبل البدء بالعلاج لقياس TSH، FT4، Cortisol، عادة يكون تركيز FT4 منخفض جداً، وTSH إما أن يكون مرتفع في حال كان السبب بدئي أو قد يكون منخفض أو طبيعي أو مرتفع بشكل خفيف (حتى 10 mu/L) مما يشير لقصور درق ثانوي (مركزي). قد يكون لدى مرضى قصور الدرق الثانوي قد يكون لديهم قصور نخامة شامل وبالتالي قد نجد أيضاً قصور كظر مرافق، كما أن استجابة النخامة للشدة بإفراز ACTH قد يكون ضعيف في قصور الدرق الشديد. وكذلك المرضى مع أمراض مناعية قد يكون لديهم قصور كظر ودرق بدئي لذا يجب قياس الكورتيزول.

## العلاج
في حال الشك بسبات الوذمة المخاطية يجب عدم انتظار النتائج المخبرية، إذ أنها حالة إسعافية تدبر مباشرة بما أن الوفيات عالية حتى مع العلاج. يتضمن العلاج:

### الكورتيزونات السكرية
لحين نفي قصور كظر مرافق يجب إعطاء جرعات شدة من الكورتيزونات السكرية (مثل هيدروكورتيزون 100 ملغ).

### الهرمونات الدرقية
يفضل بعض الأطباء إعطاء ليفوتيروكسين لوحده بينما يفضل آخرون إعطاء علاج مختلط من ليفوتيروكسين وليوتيرونين معاً، حيث تنصح الجمعية الأمريكية للدرق بذلك. حيث تعطى الهرمونات الدرقية وريدياً لأن الامتصاص الهضمي يكون قليل. مع الانتباه لإعطاء جرعات منخفضة عند المسنين وذوي الأمراض القلبية.

### الإجراءات الداعمة
تتضمن قبول المريض في وحدة العناية المشددة، إجراء تهوية آلية عند اللزوم، إعطاء سوائل وريدية تتضمن شوارد وغلوكوز، تصحيح هبوط الحرارة بإجراء تدفئة منفعلة بالبطانيات، وعلاج أي إنتان مرافق.

## المتابعة
تتم المتابعة بقياس FT4 وT3 كل يومين لتقييم فعالية العلاج وتجنب فرط الجرعات. عادة ما يلاحظ التحسن السريري والمخبري خلال أسبوع. عند تحسن الحالة العامة (استعادة الوعي، تحسن الحالة العقلية، تحسن الوظيفة القلبية والرئوية) يمكن تحويل المريض للشكل الفموي من T4.

## الإنذار
يعد سبات الوذمة المخاطية حالة إسعافية يجب تدبيرها بسرعة حيث تتراوح نسبة الوفيات 30-50%، ويعتبر التقدم بالعمر، وجود اختلاطات قلبية، تدهور وعي، الحاجة لتهوية آلية، انخفاض درجة حرارة الجسم المستمرة، وإنتان الدم كلها تنذر بالوفاة. وبالمقابل حقق بعض المرضى الشفاء الكامل.

## روابط خارجية
- Myxedema coma- UpToDate
- Myxedema Coma or Crisis Treatment & Management- Medscape